# 藤原絢奈
藤原 絢奈（ふじわら じゅんな、2003年4月6日 - ）は、日本の女子バレーボール選手である。

## 来歴
大阪府大阪市出身。姉の影響で小学3年生からバレーボールを始める。
大阪国際滝井高等学校を経て、2021/22シーズン、V.LEAGUE DIVISION1 WOMEN（V1女子）に所属する岡山シーガルズの内定選手となった。
2022年、高校卒業後に、岡山シーガルズに入団した。入団1シーズン目となる2022/23シーズンにV1女子の試合に出場し、Vリーグデビューを果たした。

## 所属チーム
- 大阪国際滝井高等学校（2019-2022年）
- 岡山シーガルズ（2022年-）